# Ryūhei Niwa
Ryūhei Niwa (japanisch 丹羽 竜平 Niwa Ryūhei; * 13. Januar 1986 in der Präfektur Kanagawa) ist ein japanischer Fußballspieler.

## Karriere
Niwa erlernte das Fußballspielen in der Jugendmannschaft von Yokohama F. Marinos. Seinen ersten Vertrag unterschrieb er 2004 bei den Vissel Kobe. Der Verein spielte in der höchsten Liga des Landes, der J1 League. Am Ende der Saison 2005 stieg der Verein in die J2 League ab. Für den Verein absolvierte er 59 Ligaspiele. 2007 wurde er an den Ligakonkurrenten Cerezo Osaka ausgeliehen. Für den Verein absolvierte er 39 Ligaspiele. 2009 kehrte er zum Erstligisten Vissel Kobe zurück. 2010 wechselte er zum Zweitligisten Sagan Tosu. 2011 wurde er mit dem Verein Vizemeister der J2 League und stieg in die J1 League auf. Für den Verein absolvierte er 179 Ligaspiele. Im Juni 2016 wechselte er zum Zweitligisten JEF United Chiba. Für den Verein absolvierte er 18 Ligaspiele. 2017 wechselte er zum Drittligisten Kagoshima United FC. Für den Verein absolvierte er 27 Ligaspiele. 200 wechselte er zum Ligakonkurrenten SC Sagamihara. Für den Verein absolvierte er 64 Ligaspiele.